# Marazlijiwka (hromada Dywizija)
Marazlijiwka (ukr. Маразліївка) – wieś na Ukrainie, w obwodzie odeskim, w rejonie białogrodzkim. W 2001 liczyła 329 mieszkańców, wśród których 307 jako ojczysty język wskazało ukraiński, 15 rosyjski, 6 mołdawski, a 1 romski.